# Ngày Thế giới Không Thuốc lá
Ngày Thế giới Không thuốc lá (World No Tobacco Day - WNTD) được chọn vào ngày 31 tháng 5 hàng năm, theo Nghị quyết Resolution 42.19 của WHO. Mục đích của Tổ chức Y tế Thế giới WHO muốn tạo ra và khuyến khích khoảng thời gian 24 tiếng không có khói thuốc lá trên toàn cầu.
Mục đích xa hơn của ngày này là gây sự chú ý của cộng đồng đến tác hại của thuốc lá đối với người hút chủ động cũng như bị động, mà hàng năm cướp đi sinh mạng của 5,4 triệu người trên toàn cầu.
Các quốc gia thành viên của Tổ chức Y tế Thế giới (WHO) thành lập Ngày Thế giới Không Thuốc lá vào năm 1987. Trong thời gian từ đó đến nay, ngày này đã được sự ủng hộ của những người không hút thuốc lá, các chính phủ, tổ chức y tế, chăm sóc sức khỏe trên toàn cầu...

## WHO và Ngày Thế giới Không Thuốc lá

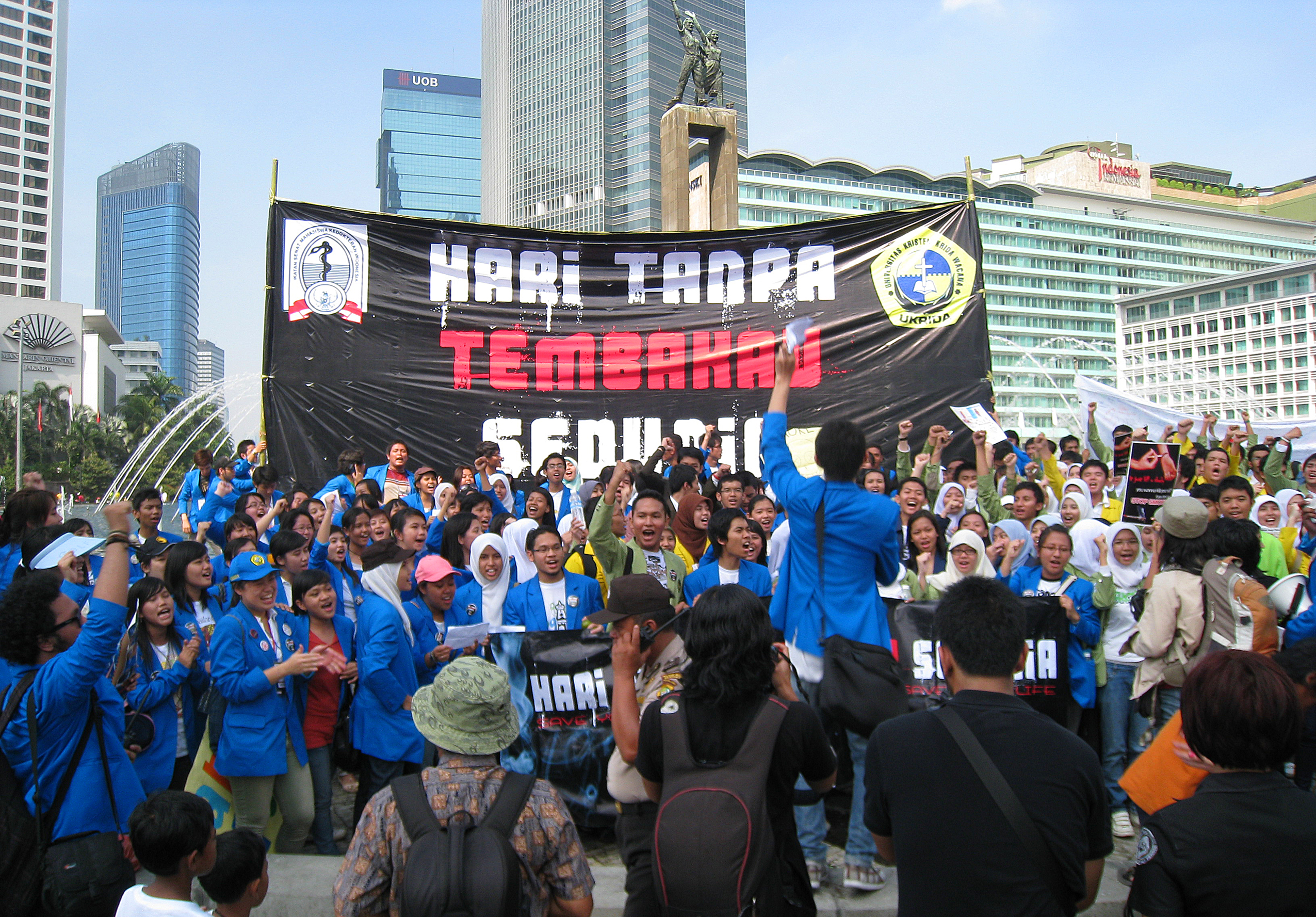
Sinh viên Y khoa ở Jakarta, Indonesia biểu tình chống thuốc lá, chủ nhật 30 tháng 5 năm 2010. Các hành động có ý nghĩa là để nâng cao nhận thức của công chúng về tác động tiêu cực của việc hút thuốc.

Ngày Thế giới Không Thuốc lá là một trong số những ngày lễ hàng năm khởi xướng bởi Tổ chức Y tế Thế giới WHO nhằm nâng cao sức khỏe cộng đồng cư dân toàn cầu, bao gồm:
- Ngày Sức khỏe Tâm thần Thế giới,
- Ngày Thế giới Phòng chống bệnh AIDS,
- Ngày Hiến máu Thế giới

cũng như các ngày sự kiện khác của Liên Hợp Quốc.